# Mark Brooks
Mark David Brooks (født 25. marts 1961 i Fort Worth, Texas, USA) er en amerikansk golfspiller. Han står pr. juli 2008 noteret for 7 sejre på PGA Touren. Hans bedste resultat i en Major-turnering er hans sejr ved US PGA i 1996.
Han repræsenterede i 1996 USA ved den prestigefyldte holdturnering Presidents Cup.

## Eksterne links
- Mark Brooks' profil hos PGA (engelsk)
- Mark Brooks' profil hos Official World Golf Ranking (engelsk)
- Mark Brooks' profil hos JapanTour (engelsk)
- Mark Brooks' profil hos NNDB (engelsk)